# ريكي-جاد جونز
ريكي-جاد جونز (بالإنجليزية: Ricky-Jade Jones)‏ هو لاعب كرة قدم بريطاني في مركز الهجوم، ولد في 8 نوفمبر 2002 في بيتربرة في المملكة المتحدة. لعب مع نادي بيتربورو يونايتد.